# Уши (замок)
Замок Уши́ (фр. Château d’Ouchy) — название отеля в швейцарском городе Лозанне на берегу Женевского озера, построенного в конце XIX века на месте средневекового замка.
История этого места ведёт начало с постройки башни на реке Уши около 1170 года, которая приписывается лозаннскому епископу Ландри де Дюрну. Около 1207 года башня была разрушена и вскоре вновь отстроена. С 1283 года в башне располагалась резиденция лозаннских епископов. После завоевания земель кантона Во Берном в 1536 году замок служил тюрьмой. В пожаре 1609 года здание было сильно разрушено. В 1885 году власти кантона Во отдали остатки замка местному предпринимателю Жану-Жаку Мерсье. В 1889 году архитектором Франсисом Изозом здание было отстроено заново. Летом 1923 года в отеле был заключён Лозаннский договор.